# ダニ・カルバハル
ダニエル・カルバハル・ラモス（Daniel Carvajal Ramos, 1992年1月11日 - ）は、スペイン・マドリード州マドリード県レガネス出身のサッカー選手。ポジションはディフェンダー。レアル・マドリード所属。スペイン代表。

## クラブ経歴

### レアル・マドリード
2002年からレアル・マドリードのユースチームに所属し、2010年にレアル・マドリード・カスティージャに昇格。カルバハルは昇格初年度からキャプテンに就任し、スターティングメンバーとしてプレーした。2011-12シーズンには、レギュラーとしてカスティージャのセグンダ・ディビシオン昇格に貢献した。

### バイエル・レヴァークーゼン
トップチームのアルバロ・アルベロアの牙城を崩せず、経験を積むため、2012年7月11日、ドイツ・ブンデスリーガのバイエル・レヴァークーゼンに移籍。契約期間は5年間で移籍金は推定500ユーロ、最初の3年間はレアル・マドリード側が買い戻しオプションを保有。レヴァークーゼンでは加入早々にレギュラーに定着し、2012-13シーズンは32試合に出場して1ゴールを記録して、レヴァークーゼンのリーグ戦3位フィニッシュに貢献した。このシーズンはビルト紙のブンデスリーガ年間ベストイレブンにも選出された。

### レアル・マドリード復帰
レヴァークーゼンでの大活躍を受け、2013年6月3日、レアル・マドリードが買い戻しオプションを行使して、わずか1年で復帰した。移籍金は650万ユーロ（約8億円）。復帰後の2013-14シーズンはトップチームに登録され、同年8月18日のレアル・ベティス戦でトップチームデビュー。一ヶ月後にはUEFAチャンピオンズリーグ対ガラタサライ戦でフル出場を果たした。1年目は45試合に出場し、その攻守に堅実なプレースタイルが新監督のカルロ・アンチェロッティの信頼を得て、アルベロアを抑えてレギュラーに定着、復帰1年目で史上最多10度目のUEFAチャンピオンズリーグ優勝に貢献した。2014-2015シーズンも不動の右サイドバックとして30試合に出場、2015年7月8日にレアル・マドリードとの契約を2020年6月30日まで延長することをクラブ公式HP上で発表した。

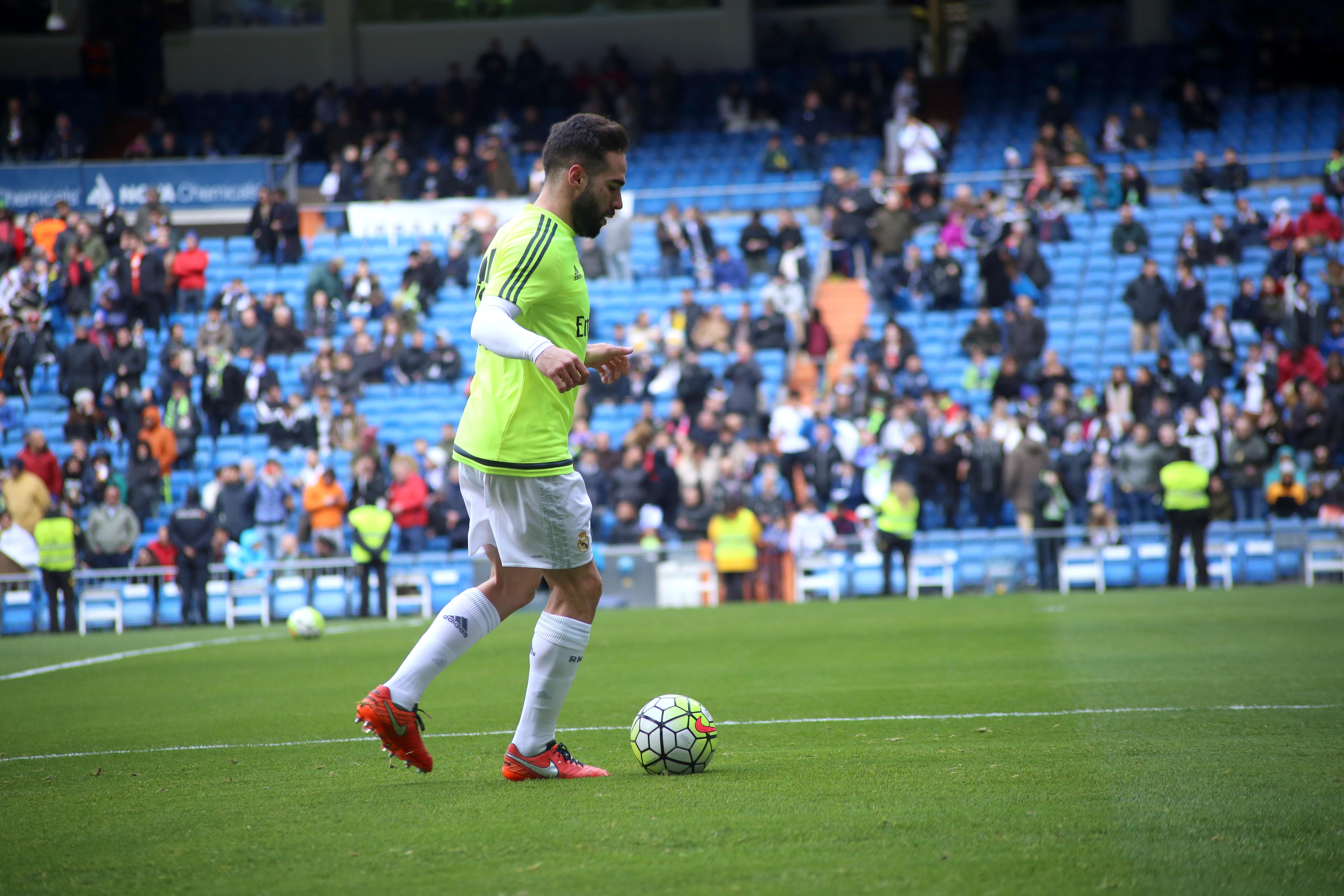
2015-16シーズン、試合前のウォーミングアップをするカルバハル

2015-16シーズンは2015年夏にDFとしてはクラブ史上最高額で加入したダニーロとのポジション争いとなり、直近のシーズンより出場機会を減らすことになったが、ダニーロが守備に問題を抱えていたこともあり、アンチェロッティとその後任のジネディーヌ・ジダン監督の信頼を受け、右サイドバックのレギュラーの座を死守した。
2016-17シーズンから背番号を15番から2番に変更した。2017年9月17日には契約を2022年6月30日まで延長することで合意、ダニーロの移籍により右サイドバックのレギュラーの座を不動のものとして「クラブ史上最高の右サイドバック」と評されるなど順風満帆であった。しかし、9月30日にウイルス性の心膜炎によって当面の間、治療に専念することがクラブから発表された。当初は長期離脱の可能性も報じられていたが、投薬治療が功を奏して10月中旬には回復、その後も約1ヵ月かけて慎重に調整を行った後、11月18日のアトレティコ・マドリードとのマドリードダービーで復帰した。2021年7月29日、2025年までの契約延長に合意した。
2024年6月1日、チャンピオンズリーグ決勝のドルトムント戦において先制ゴールを決め、レアル・マドリードの15回目のCL制覇に大きく貢献した。また、個人としても6回目のチャンピオンズリーグ制覇となり、最多タイ記録となった。スペイン代表での欧州選手権優勝もあってキャリア初となるバロンドール候補30人に選ばれ、最終的に4位となった。
2024–25 レアル・マドリードCFのシーズンにおいて、ナチョの退団に伴い、カルバハルはチームの副キャプテンに昇格した。2024年10月5日、ビジャレアルCFとの試合中、カルバハルは右膝の前十字靭帯損傷（ACL）に加え、外側側副靭帯（LCL）および後外側コーナー（PLC）の損傷を負い、2024–25 レアル・マドリードCFのシーズンの残りを全休することが決定した。回復には8〜10か月かかる見込みとされた。 負傷の翌日、クラブはカルバハルとの契約を2026年まで延長したと発表した。

## 代表経歴

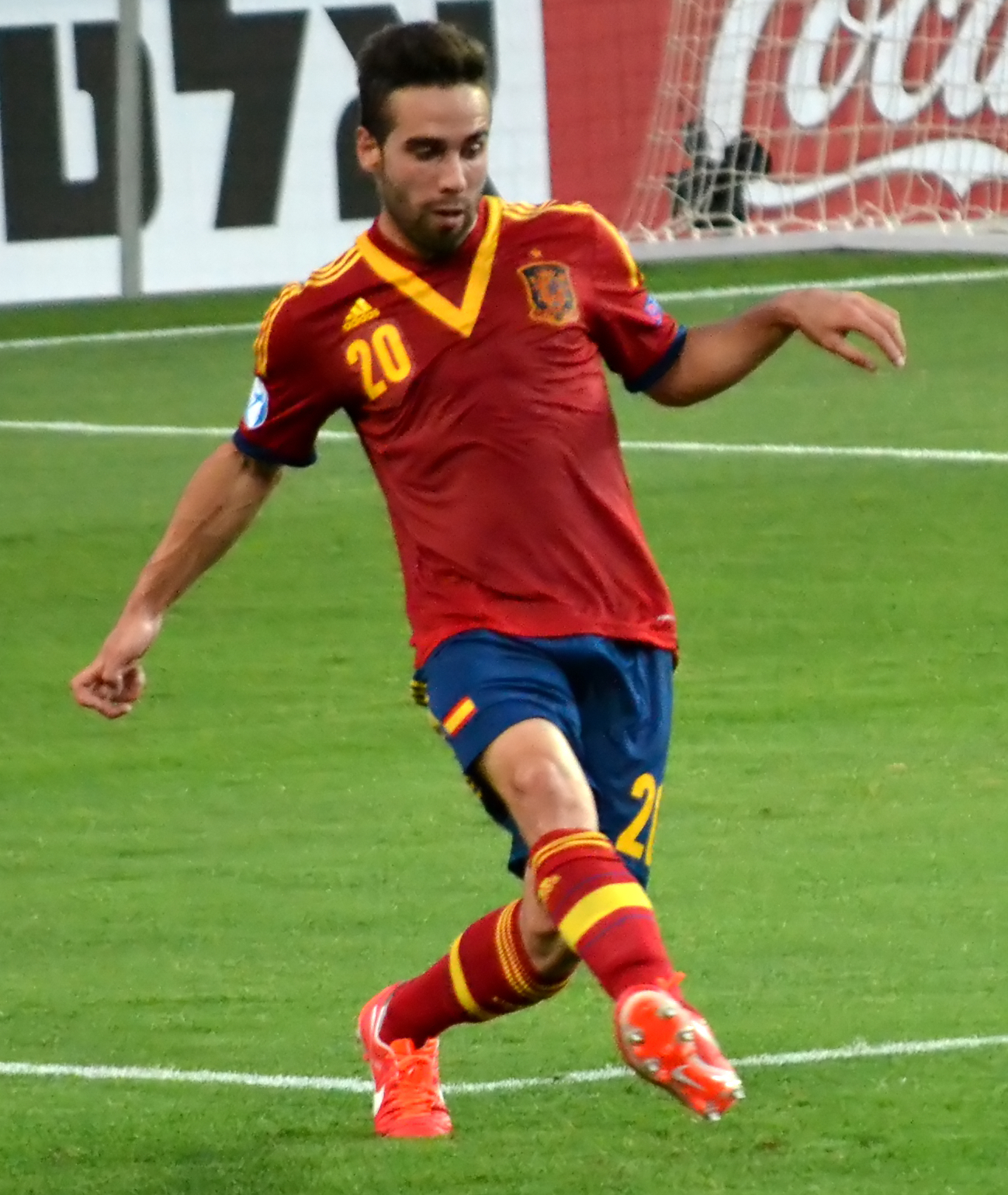
U-21 スペイン代表でプレーするカルバハル（2013年）

スペイン代表として2011年にUEFA U-19欧州選手権に出場し優勝した。2014年5月、2014 FIFAワールドカップのスペイン代表候補メンバーに選ばれたが、最終メンバーから外れた。9月4日に行われたフランス代表との親善試合でA代表初出場を果たした。EURO2016の際に選出されたものの、レアル・マドリードでの怪我により大会出場は叶わなかった。2018 FIFAワールドカップは2年前と同じくUEFAチャンピオンズリーグ 決勝での負傷により出場が危ぶまれたが、そのままメンバー入りし、グループリーグ第2戦のイラン戦で先発として復帰を果たした。 2022年11月11日、2022 FIFAワールドカップに臨むメンバーの1人に選ばれた。2024年、UEFA EURO 2024、グループリーグのクロアチアとの対戦で代表初得点を決めた。その後もグループステージ突破が決まっている状況で迎えた3試合目のアルバニア代表戦、出場停止だった準決勝フランス代表戦を除くすべての試合に先発し、優勝に貢献した。

## プレースタイル・評価
主なポジションは右サイドバックであり、攻守両面において高いクオリティを有する。ビルドアップでのパス出しから、ドリブルで対面の相手をはがす動き、いずれもワールドクラスである。正確なクロスも持ち味で、アシストも得意としている。守備では対人戦に非常に強く、身長は高くないものの、フィジカルバトルにも強い。
かつてカルバハルと同じくスペイン代表とレアル・マドリードで右サイドバックのレギュラーだったミチェル・サルガドは現役最高の右サイドバックとしてカルバハルを挙げている。また、サッカー史上最も完成された右サイドバックの一人とされる元ブラジル代表のカフーも、同郷のダニエウ・アウヴェス、ダニーロとともに同ポジションでトップ3に入る選手であり、アウヴェスに次ぐ選手と称賛した。

## 個人成績
| クラブ             | シーズン | リーグ         | リーグ戦 | リーグ戦 | カップ戦 | カップ戦 | 国際大会 | 国際大会 | その他 | その他 | 合計 | 合計 |
| クラブ             | シーズン | リーグ         | 出場     | 得点     | 出場     | 得点     | 出場     | 得点     | 出場   | 得点   | 出場 | 得点 |
| ------------------ | -------- | -------------- | -------- | -------- | -------- | -------- | -------- | -------- | ------ | ------ | ---- | ---- |
| レバークーゼン     | 2012-13  | ブンデスリーガ | 32       | 1        | 2        | 0        | 2        | 0        | 0      | 0      | 36   | 1    |
| レバークーゼン     | 通算     | 通算           | 32       | 1        | 2        | 0        | 2        | 0        | 0      | 0      | 36   | 1    |
| レアル・マドリード | 2013-14  | プリメーラ     | 31       | 2        | 4        | 0        | 10       | 0        | 0      | 0      | 45   | 2    |
| レアル・マドリード | 2014-15  | プリメーラ     | 30       | 0        | 3        | 0        | 5        | 0        | 5      | 0      | 43   | 0    |
| レアル・マドリード | 2015-16  | プリメーラ     | 22       | 0        | 0        | 0        | 8        | 1        | 0      | 0      | 30   | 1    |
| レアル・マドリード | 2016-17  | プリメーラ     | 23       | 0        | 4        | 0        | 11       | 0        | 3      | 1      | 41   | 1    |
| レアル・マドリード | 2017-18  | プリメーラ     | 25       | 0        | 4        | 0        | 8        | 0        | 4      | 0      | 41   | 0    |
| レアル・マドリード | 2018-19  | プリメーラ     | 24       | 1        | 4        | 0        | 6        | 0        | 3      | 0      | 37   | 1    |
| レアル・マドリード | 2019-20  | プリメーラ     | 31       | 1        | 2        | 0        | 7        | 0        | 2      | 0      | 42   | 1    |
| レアル・マドリード | 2020-21  | プリメーラ     | 13       | 0        | 0        | 0        | 2        | 0        | 0      | 0      | 15   | 0    |
| レアル・マドリード | 2021-22  | プリメーラ     | 24       | 1        | 0        | 0        | 11       | 0        | 1      | 0      | 36   | 1    |
| レアル・マドリード | 2022-23  | プリメーラ     | 27       | 0        | 3        | 0        | 11       | 0        | 4      | 0      | 45   | 0    |
| レアル・マドリード | 2023-24  | プリメーラ     | 28       | 4        | 1        | 0        | 10       | 1        | 2      | 1      | 41   | 6    |
| レアル・マドリード | 2024-25  | プリメーラ     | 8        | 1        | 0        | 0        | 2        | 0        | 2      | 0      | 12   | 1    |
| レアル・マドリード | 通算     | 通算           | 286      | 10       | 25       | 0        | 91       | 2        | 26     | 2      | 428  | 14   |
| 総通算             | 総通算   | 総通算         | 318      | 11       | 27       | 0        | 93       | 2        | 26     | 2      | 464  | 15   |

| クラブ                             | シーズン | リーグ   | リーグ戦 | リーグ戦 | 合計 | 合計 |
| クラブ                             | シーズン | リーグ   | 出場     | 得点     | 出場 | 得点 |
| ---------------------------------- | -------- | -------- | -------- | -------- | ---- | ---- |
| レアル・マドリード・カスティージャ | 2010-11  | セグンダ | 30       | 1        | 30   | 1    |
| レアル・マドリード・カスティージャ | 2011-12  | セグンダ | 38       | 2        | 38   | 2    |
| 総通算                             | 総通算   | 総通算   | 68       | 3        | 68   | 3    |

## 代表歴

### 出場大会
- U-19スペイン代表
  - 2011年 - UEFA U-19欧州選手権（優勝）
- U-21スペイン代表
  - 2013年 - UEFA U-21欧州選手権（優勝）
- スペイン代表
  - 2018年 - 2018 FIFAワールドカップ（ベスト16）
  - 2018年 - UEFAネーションズリーグ2018-19

### 試合数
- 国際Aマッチ 51試合 1得点（2014年- ）[22]

| スペイン代表 | 国際Aマッチ | 国際Aマッチ |
| 年           | 出場        | 得点        |
| ------------ | ----------- | ----------- |
| 2014         | 2           | 0           |
| 2015         | 3           | 0           |
| 2016         | 4           | 0           |
| 2017         | 4           | 0           |
| 2018         | 7           | 0           |
| 2019         | 4           | 0           |
| 2020         | 1           | 0           |
| 2021         | 1           | 0           |
| 2022         | 7           | 0           |
| 2023         | 9           | 0           |
| 2024         | 9           | 1           |
| 通算         | 51          | 1           |

### 得点
| # | 開催日        | 開催地                             | 対戦国     | スコア | 結果 | 大会           |
| - | ------------- | ---------------------------------- | ---------- | ------ | ---- | -------------- |
| 1 | 2024年6月15日 | ベルリン、オリンピアシュタディオン | クロアチア | 3-0    | 3-0  | UEFA EURO 2024 |

## タイトル

### クラブ
レアル・マドリード・カスティージャ
- セグンダ・ディビシオンB: 2011-12

レアル・マドリード
- ラ・リーガ: 2016-17, 2019-20, 2021-22, 2023-24
- コパ・デル・レイ: 2013-14, 2022-23
- スーペルコパ・デ・エスパーニャ: 2017, 2019-20, 2021-22, 2023-24
- UEFAチャンピオンズリーグ: 2013-14, 2015-16, 2016-17, 2017-18, 2021-22, 2023-24
- UEFAスーパーカップ: 2014, 2016, 2017, 2022, 2024
- FIFAクラブワールドカップ: 2014,2016, 2017, 2018, 2022

### 代表
U-19スペイン代表
- UEFA U-19欧州選手権: 2011

U-21スペイン代表
- UEFA U-21欧州選手権: 2013

スペイン代表
- UEFAネーションズリーグ: 2022-23
- UEFA欧州選手権: 2024

### 個人
- UEFAチャンピオンズリーグ優秀選手: 2013-14, 2016-17
- UEFAラ・リーガチーム・オブ・ザ・シーズン: 2016-17
- ラ・リーガ・アワードチーム・オブ・ザ・シーズン: 2023-24